# داني دانون
داني دانون ((بالعبرية: דני דנון‏)؛ مواليد 8 مايو 1971) سياسي إسرائيلي وأحد أعضاء حزب الليكود في الكنيست.
ولد دانون في رمات غان شرق تل أبيب ليوسف ويوهيفيد دانون الذين ينحدران من أصل مغربي.
في 15 يوليو 2014 أصدر نتنياهو قراراً بإقالة نائب وزير الدفاع داني دانون بعدما حمل في تصريحات له نتنياهو مسؤولية فشل عدوان «الجرف الصامد».

## وصلات خارجية
- الموقع الرسمي
- على موقع الكنيست